# Shūji Hayakawa
Pour les articles homonymes, voir Hayakawa (homonymie).
Shūji Hayakawa (早川修司, Hayakawa Shūji), né en 1958, est un astronome japonais. D'après le Centre des planètes mineures, il a co-découvert quarante et un astéroïdes, trente-huit avec Tsutomu Hioki et trois avec Seiji Shirai.

## Astéroïdes découverts
| Astéroïdes découverts : 41                       | Astéroïdes découverts : 41 | Astéroïdes découverts : 41 |
| ------------------------------------------------ | -------------------------- | -------------------------- |
| (4384) Henrybuhl                                 | 3 janvier 1990             | [1]                        |
| (5138) Gyoda                                     | 13 novembre 1990           | [1]                        |
| (5142) Okutama                                   | 18 décembre 1990           | [1]                        |
| (5238) Naozane                                   | 13 novembre 1990           | [1]                        |
| (5339) Desmars                                   | 4 février 1992             | [1]                        |
| (5629) Kuwana                                    | 20 février 1993            | [1]                        |
| (5745) 1991 AN                                   | 9 janvier 1991             | [1]                        |
| (5783) Kumagaya                                  | 5 février 1991             | [1]                        |
| (5822) Masakichi                                 | 21 novembre 1989           | [1]                        |
| (6071) Sakitama                                  | 4 janvier 1992             | [1]                        |
| (6094) Hisako                                    | 10 novembre 1990           | [1]                        |
| (6198) Shirakawa                                 | 10 janvier 1992            | [1]                        |
| (6397) 1991 BJ                                   | 17 janvier 1991            | [1]                        |
| (6833) 1993 FC1                                  | 19 mars 1993               | [2]                        |
| (7429) Hoshikawa                                 | 24 décembre 1992           | [1]                        |
| (7520) 1990 BV                                   | 21 janvier 1990            | [1]                        |
| (8189) Naruke                                    | 30 décembre 1992           | [1]                        |
| (8383) 1992 UA3                                  | 25 octobre 1992            | [1]                        |
| (8516) Hyakkai                                   | 13 octobre 1991            | [1]                        |
| (9369) 1993 DB1                                  | 20 février 1993            | [1]                        |
| (9976) 1993 TQ                                   | 9 octobre 1993             | [2]                        |
| (10526) Ginkogino                                | 19 octobre 1990            | [1]                        |
| (11303) 1993 CA1                                 | 14 février 1993            | [1]                        |
| (11504) Kazo                                     | 21 janvier 1990            | [1]                        |
| (11906) 1992 AE1                                 | 10 janvier 1992            | [1]                        |
| (11930) Osamu                                    | 15 février 1993            | [1]                        |
| (12274) 1990 UJ1                                 | 19 octobre 1990            | [1]                        |
| (12344) 1993 FB1                                 | 18 mars 1993               | [2]                        |
| (12738) Satoshimiki                              | 4 janvier 1992             | [1]                        |
| (13521) 1991 BK                                  | 19 janvier 1991            | [1]                        |
| (16518) Akihikoito                               | 16 novembre 1990           | [1]                        |
| (16593) 1992 UB3                                 | 25 octobre 1992            | [1]                        |
| (19190) Morihiroshi                              | 10 janvier 1992            | [1]                        |
| (21055) 1990 YR                                  | 23 décembre 1990           | [1]                        |
| (21082) Araimasaru                               | 13 octobre 1991            | [1]                        |
| (21086) 1992 AO1                                 | 10 janvier 1992            | [1]                        |
| (24754) Zellyfry                                 | 31 octobre 1992            | [1]                        |
| (24759) 1992 WQ1                                 | 18 novembre 1992           | [1]                        |
| (26845) 1992 AG                                  | 1er janvier 1992           | [1]                        |
| (29218) 1992 AY                                  | 4 janvier 1992             | [1]                        |
| (43825) 1992 UJ5                                 | 25 octobre 1992            | [1]                        |
| - [1] avec Tsutomu Hioki - [2] avec Seiji Shirai |                            |                            |